# Stor-Mörttjärnen (Björna socken, Ångermanland)
Stor-Mörttjärnen är en sjö i Örnsköldsviks kommun i Ångermanland och ingår i Gideälvens huvudavrinningsområde.